# Christian Gourmelen
Christian Gourmelen, né le 1er août 1940 à Sainte-Foy-la-Grande (Gironde), est un homme politique français.

## Détail des fonctions et des mandats
Mandats locaux
- 1971 - 1977 : Maire d'Osny
- 1977 - 1983 : Maire d'Osny
- 1983 - 1989 : Maire d'Osny
- 1989 - 1995 : Maire d'Osny
- 1995 - 2001 : Maire d'Osny
- 2001 - 2008 : Maire d'Osny
- 2008 - 2011 : Maire d'Osny
- 1985 - 1988 : Conseiller général du canton de Cergy-Nord
- 1988 - 1994 : Conseiller général du canton de Cergy-Nord
- 1994 - 2001 : Conseiller général du canton de Cergy-Nord

Mandat parlementaire
- 28 mars 1993 - 21 avril 1997 : Député de la 2e circonscription du Val-d'Oise